# ジョン・ミッチェル (ラグビー指導者)

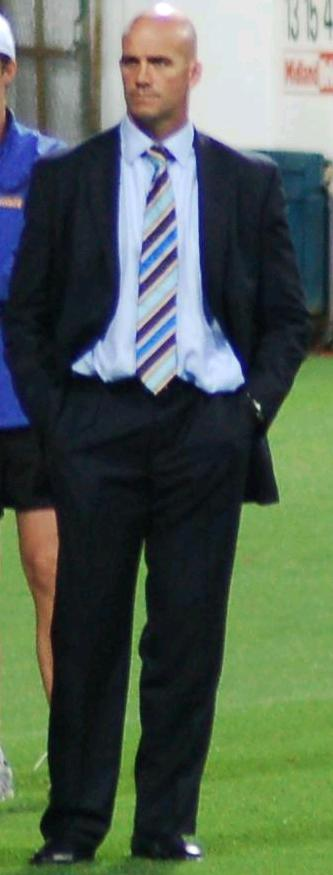
ジョン・ミッチェル

ジョン・ミッチェル（John Eric Paul Mitchell, 1964年3月23日 - ）は、ニュージーランドのラグビー指導者。元ラグビー選手。

## 来歴
ワイカト州代表
タラナキ地方ハウェラ出身。ニュープリマスのフランシスダグラス・メモリアル・カレッジ卒業。高校時代はバスケットボールニュージーランド高等学校代表（1981年 - 1983年）、バスケットボールニュージーランドジュニア（1982年 - 1983年）選手に選出された経歴を持つ。ラグビーに専念するためバスケットボール選手としての活動を断念。1984年にワイカト・コルツキャプテンに任命される。
1985年にニュージーランド州代表選手権ワイカトラグビー協会に所属しデビュー。現役時代のポジションは、フランカー、フッカーを経てナンバーエイト。1989年シーズンからワイカトキャプテンに就任。同年には1部リーグ最多スコアを記録。1990年シーズンは骨折でシーズンの大半を欠場。1991年シーズンに復帰し1995年に現役引退するまでキャプテンを務めた。ワイカトでは134試合に出場し67トライ、86試合でキャプテンを務めた。また、オフシーズンにはフランスやアイルランドのクラブチームでプレイした経歴を持つ。
ラグビーニュージーランド代表
1993年、29歳でラグビーニュージーランド代表（オールブラックス）の英国遠征メンバーに初選出される。代表選手としては非常に遅いキャリアの始まりであり、レギュラー選手としての定着は叶わなかった。オールブラックス選手としてはこの招集のみに終わり、6試合に出場し2トライ10ポイントの記録を残す（うちキャプテンとして3試合に出場）。なお、国際試合として認定されるキャップは取得していない。
ラグビー指導者
現役引退後はラグビー指導者となり、ラグビーイングランド代表アシスタントコーチ（1997年 - 2000年）を経て、2001年シーズンはチーフスヘッドコーチに就任。
ラグビーニュージーランド代表ヘッドコーチ
2001年10月、ウェイン・スミスの後任としてラグビーニュージーランド代表ヘッドコーチに任命される（ラグビーワールドカップ2003終了までの契約）。当時、低迷期にあったニュージーランド代表チームの若返りを図り若手中心のチーム編成を行い28試合23勝4敗1分、勝率82％と高い評価を残すもラグビーワールドカップ準決勝（対オーストラリア）で敗北。3位決定戦でフランスに勝利するもニュージーランドラグビー協会（NZRU）との契約更新には至らず辞任。後任のヘッドコーチにはグラハム・ヘンリーが就任。
州代表・スーパー14ヘッドコーチ
2004年シーズンは古巣ワイカトのヘッドコーチに就任。2006年に、スーパー14（現・スーパー15）に新規参入するウェスタン・フォースヘッドコーチに就任。2009年に退任するまでヘッドコーチとしてチームを率いた。2010年シーズンから3年契約でカリーカップに参戦するゴールデン・ライオンズヘッドコーチに就任。2011年シーズンからはスーパー15に参戦するライオンズヘッドコーチを兼務。
イングランド代表ディフェンスコーチ
2018-2021は、イングランド代表ディフェンスコーチとして活動
日本代表ディフェンスコーチ
2022年5月以降、日本代表ディフェンスコーチとして活動。
女子イングランド代表ヘッドコーチ
2023年ラグビーW杯後、サイモン・ミドルトンの後を受けて女子イングランド代表ヘッドコーチ就任予定。

## その他
2010年10月、滞在先のヨハネスブルグのアパートで強盗に襲撃され負傷。太股と腕を刺され病院へ運ばれたが数針を縫う処置で現場復帰した。